# I Remember Clifford
I Remember Clifford ist eine Jazz-Komposition des Tenorsaxophonisten und Arrangeurs Benny Golson.

## Hintergrund
Von Benny Golson selbst wurde die Komposition zum ersten Mal für sein Album Benny Golson And The Philadelphians am 12. Dezember 1958 aufgenommen. Benny Golson spielte kurz zuvor in Dizzy Gillespies Band von 1956 bis 1958. In dieser Formation machte er sich auch als Stückschreiber einen Namen. Die Komposition I Remember Clifford entstand unter dem Eindruck des schmerzlichen Verlustes des damals gerade tödlich verunglückten Trompeters Clifford Brown. So komponierte Benny Golson dieses Stück 1956 spontan während eines Auftritts mit der Gillespie Band, als die Musiker von dem tödlichen Unfall ihres Freundes und Kollegen erfuhren und Golson über sein Stück Whisper Not improvisierte.
I Remember Clifford wurde später zu einem Jazzstandard und gilt neben Goodbye Pork Pie Hat und Django als das „meistgespielte Epitaph-Stück des Jazz“.
I Remember Clifford wurde von Art Blakey und den Jazz Messengers, Arturo Sandoval, Bud Powell, Cedar Walton, Don Byas, J. R. Monterose, Keith Jarrett, dem Modern Jazz Quartet, Oscar Peterson, Nancy Wilson, Slide Hampton, Sonny Rollins, Stan Getz, Tete Montoliu, Yusef Lateef, The Manhattan Transfer und anderen Musikern interpretiert. Der von Clifford Browns Spielweise stark inspirierte Trompeter Lee Morgan interpretierte das Stück bereits 1957 auf seinem Album Lee Morgan Vol. 3, das ausschließlich aus Kompositionen von Benny Golson besteht. Der Trompeter Kenny Dorham sang eine Version 1959 für sein Album This Is the Moment mit einem Text ein.

## Diskografie
- Art Farmer, Benny Golson Jazztet: The Complete Argo / Mercury Art Farmer / Benny Golson Jazztet Sessions (Mosaic, 1960–1963)